# Daniel Caffé
Daniel Caffé   (Kostrzyn nad Odrą, 21 de juliol de 1750 (<1757) - Leipzig, 16 de gener de 1815) va ser un pintor de retrats pastel alemany.

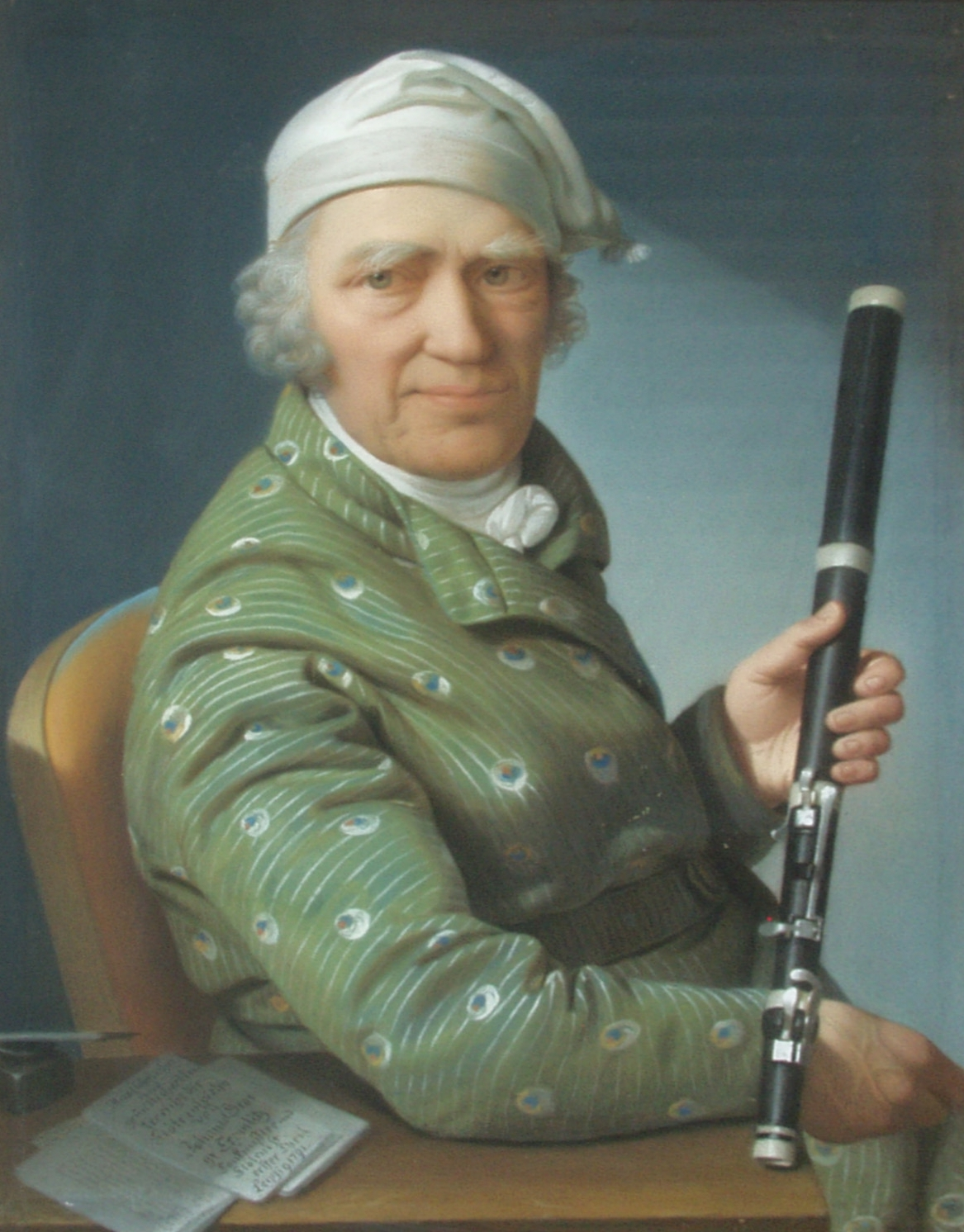
El flautista, flautista i compositor Johann George Tromlitz de Daniel Caffé, 1803

Caffé va néixer a Küstrin, Regne de Prússia, i va començar la seva carrera com a pintor de decoració arquitectònica. Va viatjar a Dresden, on es va convertir en retratista. D'aquesta manera va accedir a l’Acadèmia de Belles Arts de Dresden sota Casanova. Va ser influenciat per l'obra neoclàssica de Mengs. Després de deu anys a Dresden, es va traslladar a Leipzig. Va ser afavorit per les peticions dels mecenes russos, com el príncep Beloselski i l'almirall Fiodor Grigoryevich Orloff. També era conegut per copiar obres de la galeria de Dresden.

## Galeria

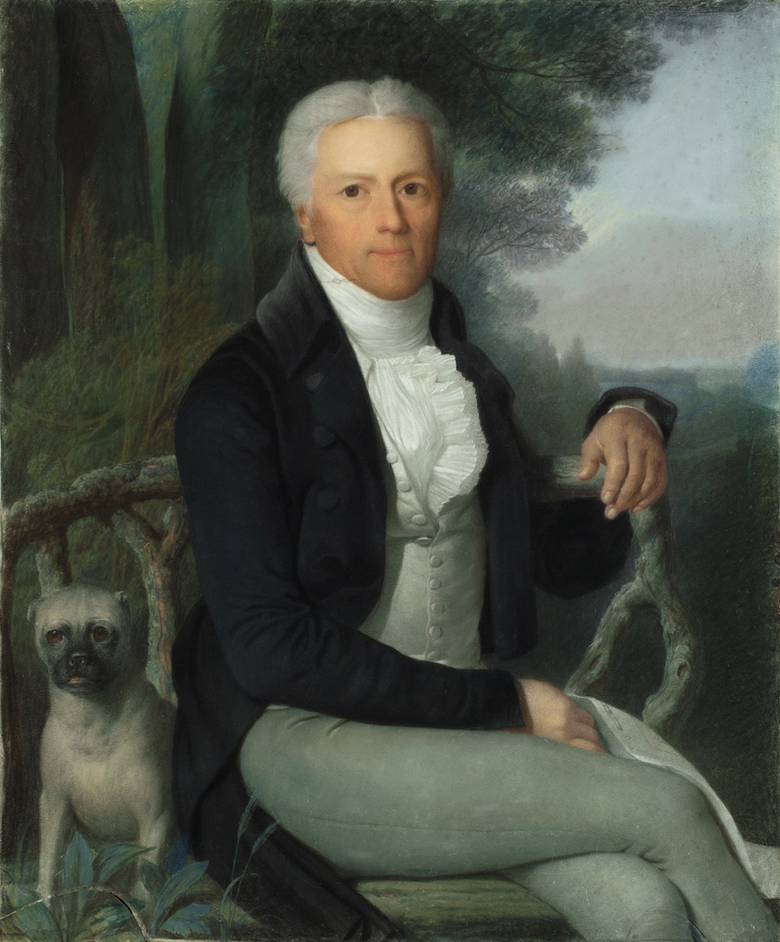
Karl August von Hardenberg
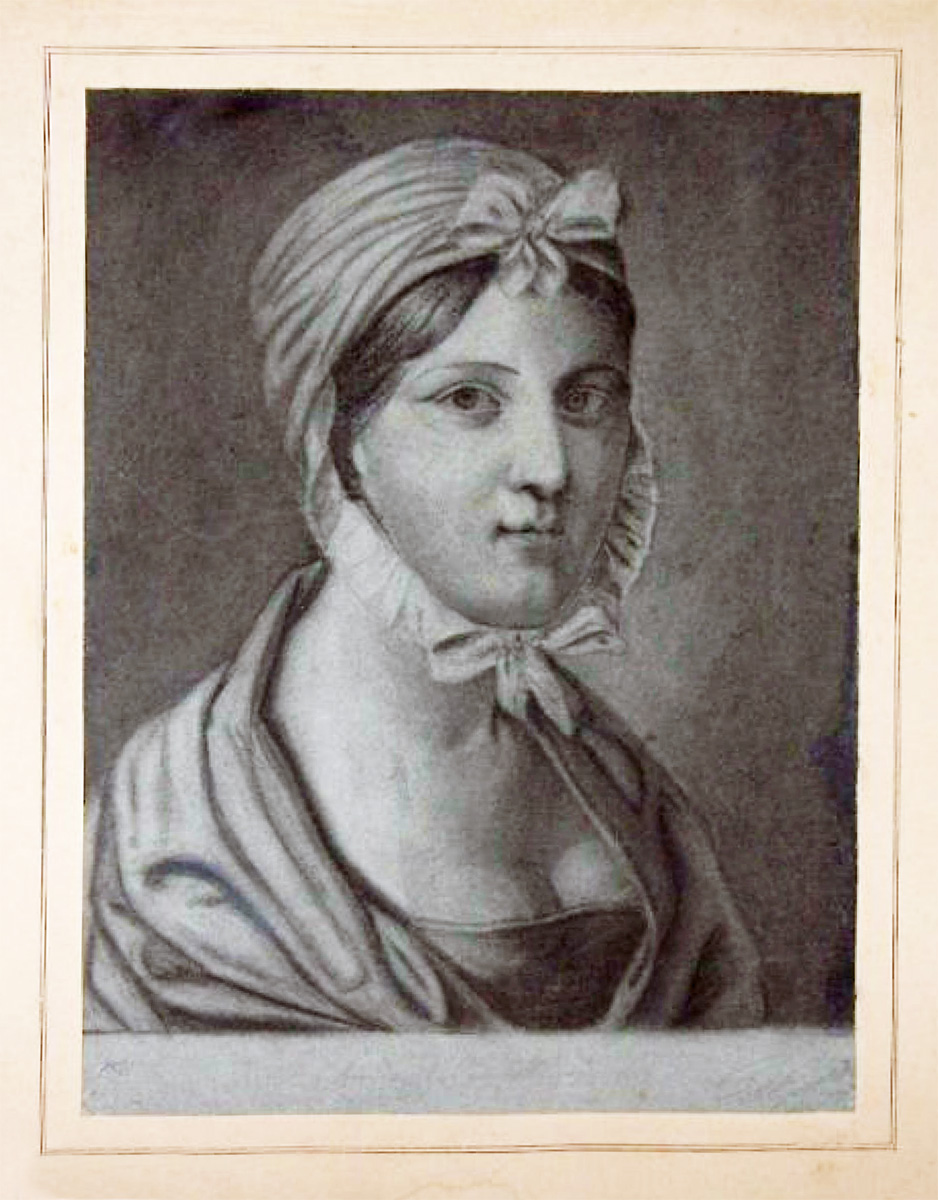
Schillers Frau Charlotte von Lengefeld
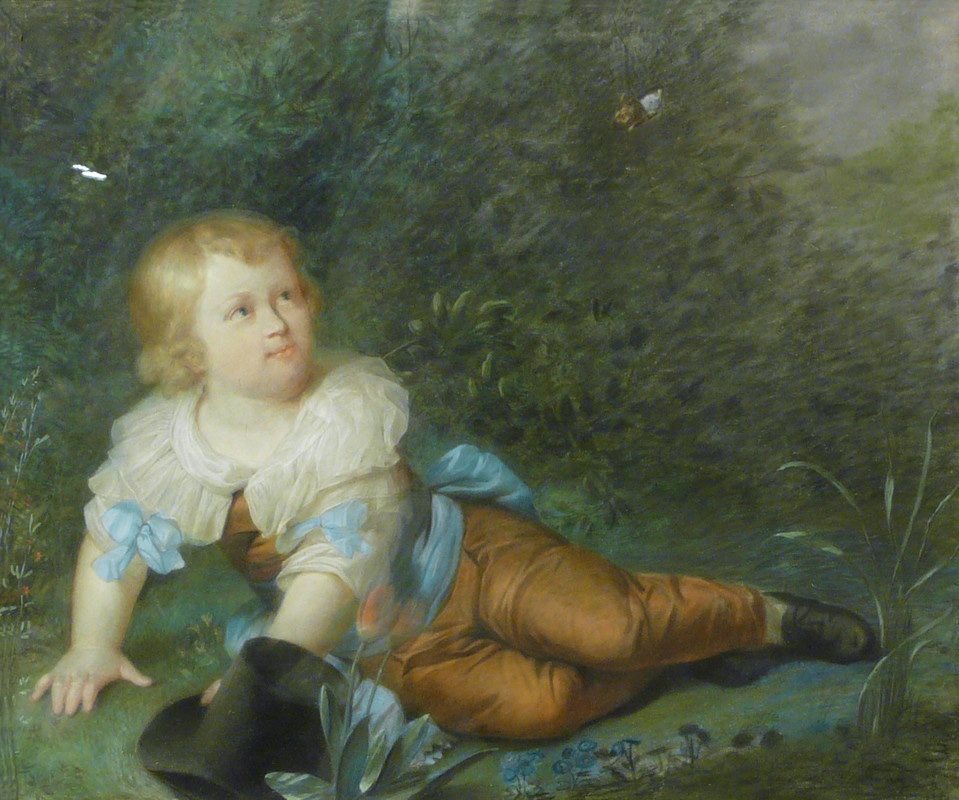
Nen amb papallona
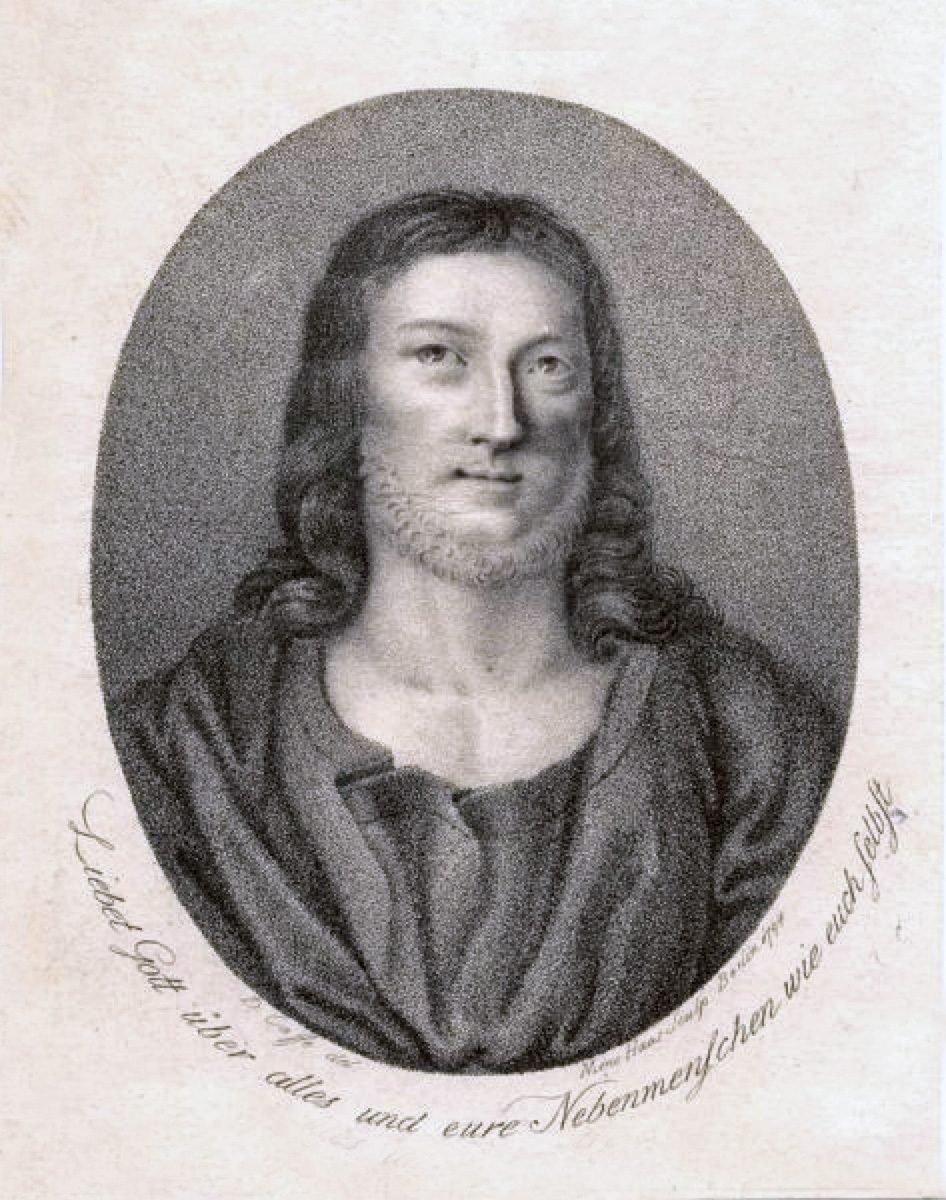
Imatge de Crist